# Crest-Voland
Crest-Voland ist eine französische Gemeinde mit 338 Einwohnern (Stand 1. Januar 2022) im Département Savoie in der Region Auvergne-Rhône-Alpes. Sie gehört zum Kanton Ugine im Arrondissement Albertville.

## Geographie
Das Dorf Crest-Voland liegt auf rund 1200 m im Westhang des Mont Lachat auf einem Absatz oberhalb der steilen Schlucht, die das mittlere Tal des Arly einengt. Das 9,96 km2 große Gemeindegebiet erstreckt sich vom Flussbett des Arly ostwärts bis hin zum Col des Saisies und wird im Norden und Osten vom Nant Rouge begrenzt, ein ebenfalls in einer steilen Schlucht fließender Bergbach, der von links in den Arly mündet. Bis auf die Bergwiesen und Skipisten oberhalb des Dorfes ist das Gemeindegebiet im Wesentlichen bewaldet. 
Die Nachbargemeinden sind (von Norden im Uhrzeigersinn) Notre-Dame-de-Bellecombe, Hauteluce, Cohennoz, Ugine und Saint-Nicolas-la-Chapelle. Zur Gemeinde gehören außerdem der Ortsteil Le Crest, die Siedlung Moneret sowie mehrere an der D71a zum Col des Saisies gelegenen Gehöfte:
- Le Sauzier
- Paravy
- Les Reys
- Manier
- Le Passage
- les Molliettes

## Bevölkerung
Mit 338 Einwohnern (Stand 1. Januar 2022) gehört Crest-Voland zu den kleinen Gemeinden Savoyens. Der in der zweiten Hälfte des 20. Jahrhunderts einsetzende Alpentourismus kehrte die abnehmende Tendenz in der Einwohnerzahl um, das Wachstum in den letzten Jahrzehnten war jedoch behutsam genug um den Charakter eines Bergdorfes zu erhalten. Die Ortsbewohner von Crest-Voland heißen auf Französisch Crest-Volantain(e)s.
| Jahr                       | 1800 | 1836 | 1866 | 1901 | 1921 | 1946 | 1962 | 1982 | 1990 | 1999 | 2006 | 2011 |
| Einwohner                  | 340  | 286  | 275  | 345  | 279  | 234  | 232  | 310  | 395  | 418  | 403  | 390  |
| Quellen: Cassini und INSEE |      |      |      |      |      |      |      |      |      |      |      |      |

## Geschichte
Beim Namen des Dorfes handelt es sich um eine Zusammensetzung aus dem Wort Crest, das heute noch in der Bedeutung Crête (Bergkamm) weiter existiert, und dem Familiennamen Voland. Im Mittelalter gehörte Crest-Voland zu Flumet und war damit Teil des Faucigny. Die zuständige Pfarrei war diejenige von Saint-Nicolas-la-Chapelle. Die umständliche Wegverbindung nach Saint-Nicolas durch die Schlucht des Arly bestärkte die Einwohner in ihrer Forderung nach einer eigenen Pfarrkirche, die nach der Erlaubnis im Jahr 1570 umgehend begonnen und 1575 fertiggestellt wurde. Die Unabhängigkeit als politische Gemeinde erreichte Crest-Voland 1640. Danach teilte es die Geschichte Savoyens.
Der Wintersport begann in Crest-Voland mit dem Bau des ersten Schlepplifts im Jahr 1951. Zusammen mit der Nachbargemeinde Cohennoz wurde ein Wintersport-Zentrum aufgebaut, das den Mont Lachat von mehreren Seiten erschließt und rund 35 Kilometer Pisten bietet. Es ist seit 2005 in das Skigebiet Espace Diamant integriert.

## Wirtschaft und Infrastruktur
Mit drei Hotels und einem Anteil Zweit- und Ferienwohnungen von rund 80 % ist die Wirtschaft in Crest-Voland vor allem auf den Tourismus ausgerichtet. Landwirtschaftliche Betriebe sind dagegen unterdurchschnittlich vertreten.

### Verkehr
Das mittlere Arly-Tal liegt abseits der regionalen Hauptverkehrsadern und Eisenbahnlinien. Durch das Tal und unterhalb des Dorfes verläuft die D1212 (ursprünglich Nationalstraße 212), die das Arve-Tal über Megève im Norden mit dem Isère-Tal und Albertville im Süden verbindet. Crest-Voland ist über die D71a mit dieser Durchgangsstraße verbunden. Im weiteren Verlauf umrundet die D71a den Mont Lachat und führt zum Pass Col des Saisies. Parallel zum Hang gibt es eine weitere Straßenverbindung in die Nachbardörfer Notre-Dame-de-Bellecombe und  Cohennoz, die D71b.
Die nächstmöglichen Autobahnanschlüsse sind die A430 (Ausfahrt Albertville, 26 km entfernt) und die A40 (Ausfahrten Nr. 20 bis 22, rund 29 km entfernt). Der etwa 25 Kilometer entfernte SNCF-Bahnhof Albertville ist geeignet, um Crest-Voland mittels einer Busverbindung zu erreichen. Als Flughäfen in der Region kommen Genf (90 km), Chambéry (84 km) sowie Lyon-St-Exupéry (160 km) in Frage.

### Bildung
In Crest-Voland befindet sich eine staatliche École élémentaire und eine private École primaire (École élémentaire mit angegliedertem Kindergarten) Sainte-Jeanne de Chantal.